# San José (Costa Rica)
San José is de hoofdstad van Costa Rica. De stad ligt in het midden van het land, op een hoogte van ongeveer 1170 meter. De stad heeft 337.000 inwoners. Sinds de tweede helft van de 20e eeuw is de stad snel gegroeid: in 1950 waren er nog maar 87.000 inwoners.
De elf deelgemeenten (distrito) van de gemeente (cantón) zijn: Carmen, Catedral, Hatillo, Hospital, Mata Redonda, Merced, Pavas, San Francisco de Dos Ríos, San Sebastián, Uruca en Zapote.

## De koloniale periode
Aan het begin van de 17e eeuw was San José een onbetekenend dorp. De belangrijkste stad was Cartago, die toen nog de hoofdstad was, waarvandaan smokkelaars en zwarthandelaren werden verbannen naar de vallei rond San José. In 1737 werd er voor het eerst melding gemaakt van een werkelijk stadje op die plaats, doordat de in de vallei verspreide ballingen zich daar verzamelden in eenvoudige woningen die zij zelf bouwden van klei en riet. Het stadje kreeg de naam Villa Nueva de la Boca del Monte del Valle de Abra. Later werd die naam veranderd in San José: de naam van de lokale beschermheilige.

## Na de onafhankelijkheid
In september 1821 werd Costa Rica onafhankelijk van Spanje. Het gebied vormde geen bestuurlijke eenheid, maar vier belangrijke steden (behalve San José en Cartago waren dat Heredia en Alajuela) gedroegen zich als oud-Griekse stadstaten. De leiders van Cartago en Heredia wilden dat de regio aansloot bij de Verenigde Staten van Centraal-Amerika, maar San José en Alajuela wilden dat niet. Al snel ontstond er een bloedige strijd tussen de steden over de controle over de regio. Op 5 april 1823 werd deze strijd gewonnen door de republikeinse Gregorio José Ramirez die de slag in het Ochomogo Gebergte won, daarna direct doorstootte naar Cartago en die stad versloeg.
Costa Rica werd vervolgens onafhankelijk van de Verenigde Staten van Centraal-Amerika, en San José werd de hoofdstad van het land. Toch was niet iedereen tevreden met die laatste beslissing, en in 1835 deed de regering het voorstel om van hoofdstad te wisselen. Elke vier jaar zou een andere stad aan de beurt zijn. Dit plan vonden de drie andere steden (die elk ook een keer de hoofdstad wilden zijn) niet goed. Daarom werd in 1897 San José door een coalitie van Cartago, Heredia en Alajuela aangevallen. De regering werd afgezet, maar de strijd werd voortgezet en uiteindelijk won San José deze Guerra de la Liga (bondgenotenoorlog). Sindsdien is San José steeds de hoofdstad van Costa Rica gebleven.
Intussen bracht na de tabak ook de koffie-industrie welvaart naar de stad. Het eens zo onooglijke dorp kreeg verharde wegen met straatverlichting, er kwam een tramlijn en de stad was de derde in de wereld waar openbaar elektrisch licht werd aangelegd. Ook bij de aanleg van een telefoonnetwerk was San José een voorloper.

## Modern San José
Na de Tweede Wereldoorlog maakte San José een groeispurt door, en kleinere steden in de omgeving werden opgeslokt door de steeds verder uitbreidende stad. Veel van de gebouwen die in de 19e eeuw waren gebouwd werden gesloopt om plaats te maken voor nieuwbouw.
Momenteel is het Inter-Amerikaans Hof voor de Mensenrechten in San José gezeteld.
Internationale luchthaven Juan Santamaría, het vliegveld van de Costa Ricaanse hoofdstad, ligt 17 kilometer ten noordwesten van San José, bij de plaats Alajuela.

## Aardbeving
Op 13 mei 2011 werd de stad getroffen door een aardbeving van 6,0 op de schaal van Richter. Het epicentrum van die beving lag 28 kilometer van San José. Ook in 2009 was er een aardbeving waarbij 20 doden vielen.

## Stedenbanden
- Guadalajara (Mexico)
- Ecatepec (Mexico)

## Bekende inwoners van San José

### Geboren
- Abel Pacheco de la Espriella (1933), president van Costa Rica (2002-2006)
- Franklin Chang-Diaz (1950), Costa Ricaans-Amerikaans astronaut
- Humberto Brenes (1951), pokerspeler
- Luis Guillermo Solís (1958), president van Costa Rica (2014-2018)
- Laura Chinchilla (1959), president van Costa Rica (2010-2014)
- Róger Flores (1959), voetballer en voetbalcoach
- Epsy Campbell Barr (1963), eerste vicepresident van Costa Rica (2018-2022)
- Hernán Medford (1968), voetballer
- Mauricio Solís (1972), voetballer
- Walter Centeno (1974), voetballer
- Rolando Fonseca (1974), voetballer
- Ricardo González (1974), voetballer
- Froylán Ledezma (1978), voetballer
- Karina Fernandez Madrigal (1978), triatlete
- Leonardo González (1980), voetballer
- Carlos Alvarado Quesada (1980), president van Costa Rica sinds 2018
- Gonzalo Segares (1982), voetballer
- Michael Umaña (1982), voetballer
- Harry Shum jr. (1982), danser en acteur
- Randall Azofeifa (1984), voetballer
- Gabriel Badilla (1984), voetballer
- Cristian Bolaños (1984), voetballer
- Shirley Cruz (1985), voetbalster
- Bryan Ruiz (1985), voetballer
- Andrey Amador (1986), wielrenner
- Celso Borges (1988), voetballer
- Giancarlo González (1988), voetballer
- Liliana de Vries (1988), Nederlands actrice
- Rodney Wallace (1988), voetballer
- Kendall Waston (1988), voetballer
- Francisco Calvo (1990), voetballer
- David Guzmán (1990), voetballer
- Marco Ureña (1990), voetballer
- Joel Campbell (1992), voetballer